# CPSF1
CPSF1‏ (Cleavage and polyadenylation specific factor 1) هوَ بروتين يُشَفر بواسطة جين CPSF1 في الإنسان.